# Cosmpoterix
Cosmpoterix é um gênero de traça pertencente à família Agonoxenidae.